# Liste der Almen im Reichraminger Hintergebirge
Diese Liste von Almen im Reichraminger Hintergebirge listet die bestoßenen Almen im Reichraminger Hintergebirge auf.

## Liste der Almen
| Name              | Höhe | Gemeinde             | Bild |
| ----------------- | ---- | -------------------- | ---- |
| Anlaufalm         | 0980 | Reichraming          |      |
| Bergerbauernreith | 1000 | Rosenau am Hengstpaß |      |
| Blahbergalm       | 1000 | Weyer                |      |
| Ebenforstalm      | 1100 | Reichraming          |      |
| Hanslalm          | 1200 | Rosenau am Hengstpaß |      |
| Hanslreith        | 1000 | Rosenau am Hengstpaß |      |
| Dörflmoaralm      | 1200 | Rosenau am Hengstpaß |      |
| Puglalm           | 0870 | Rosenau am Hengstpaß |      |
| Schaumbergalm     | 1100 | Rosenau am Hengstpaß |      |
| Spitzenbergalm    | 0960 | Rosenau am Hengstpaß |      |
| Zickerreith       | 0960 | Rosenau am Hengstpaß |      |